# Basse continue
En musique baroque, la basse continue est une forme d'écriture de l'accompagnement d'une partie, le « dessus », sous forme d'une basse souvent chiffrée, associée à une technique d'improvisation interprétant cette basse.
La basse continue n'était pas seulement utilisée pour l'accompagnement, mais également comme base d'une composition pour instrument à clavier, élaborée par l'organiste ou le claveciniste.
Les instruments utilisés pour réaliser cet accompagnement forment le continuo.
La basse continue a également été à l'origine des partimenti, un outil didactique utilisé pour enseigner les fondamentaux de la composition (harmonie, contrepoint, fugue) dans les écoles de musique du XVIIe siècle. Il s'agit d'une esquisse (souvent une ligne de basse) donnée à l'élève, écrite sur une seule portée, dont le but principal est de servir de guide pour l'improvisation (« réalisation ») d'une composition au clavier. Les partimenti ont été au cœur de la formation des musiciens européens de la fin des années 1600 au début des années 1800. Ils ont été développés dans les conservatoires italiens, notamment aux conservatoires de musique de Naples, et plus tard au Conservatoire de Paris, qui a imité les conservatoires napolitains.
Un ostinato, également appelé basse obstinée, est un cas particulier de basse continue : un motif est répété par la basse tout le long du morceau. Le procédé apparaît dans des pièces telles que des chaconne, passacaille et les grounds (en Angleterre). Un exemple célèbre de son utilisation est le Canon en ré majeur de Johann Pachelbel.

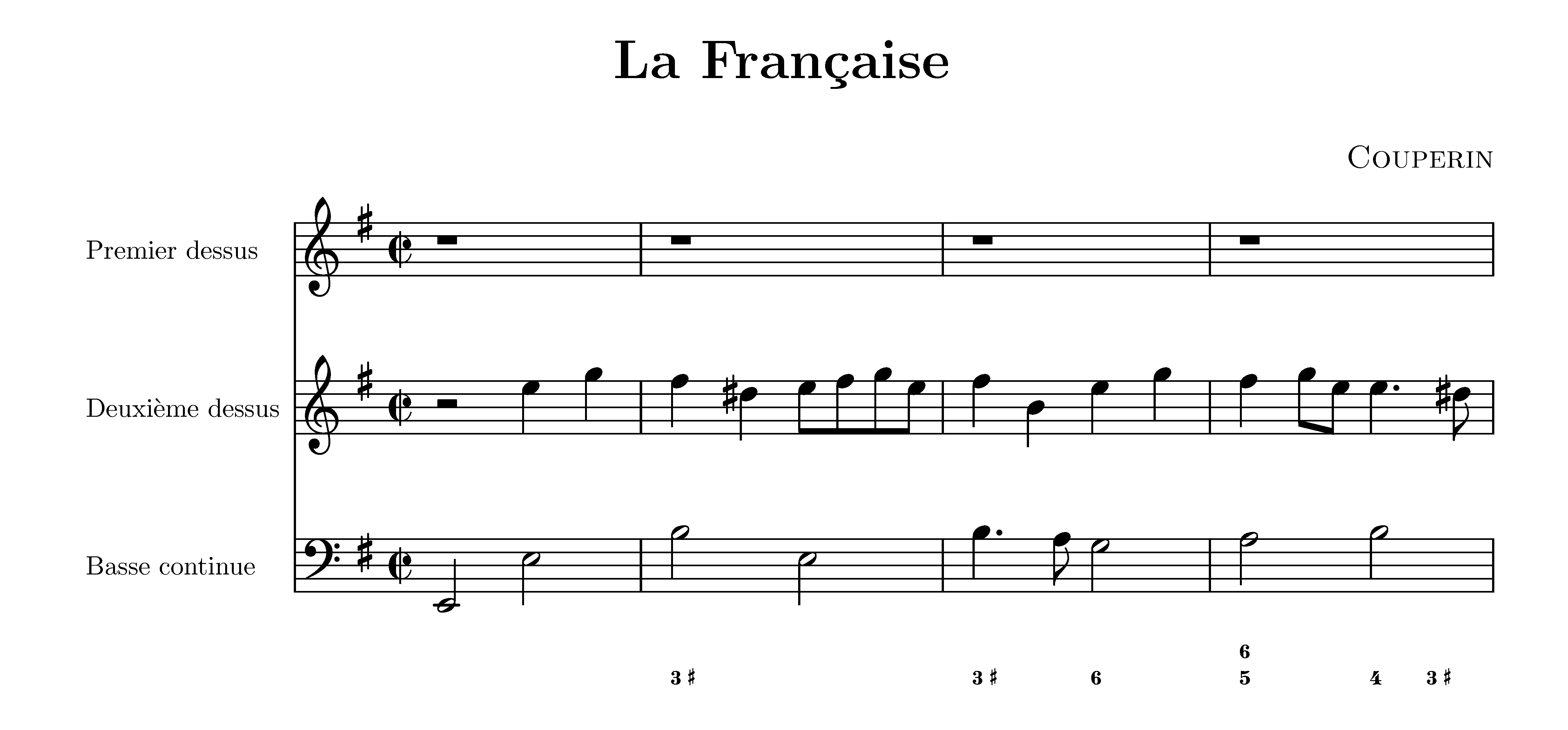
Extrait de la Française des Nations de François Couperin. On peut voir sur cet exemple que les chiffres ne sont pas toujours notés. Ils n'indiquent que les accords un tant soit peu inattendus ; les accords parfaits en position fondamentale et appartenant à la tonalité ne sont pas chiffrés. Dans l'exemple ci-dessus, les chiffres indiquent soit que l'accord doit être rendu majeur (3), soit qu'il n'est pas en position fondamentale (6 ou ^{6}_{5}), soit qu'il comporte un retard (4 – 3).

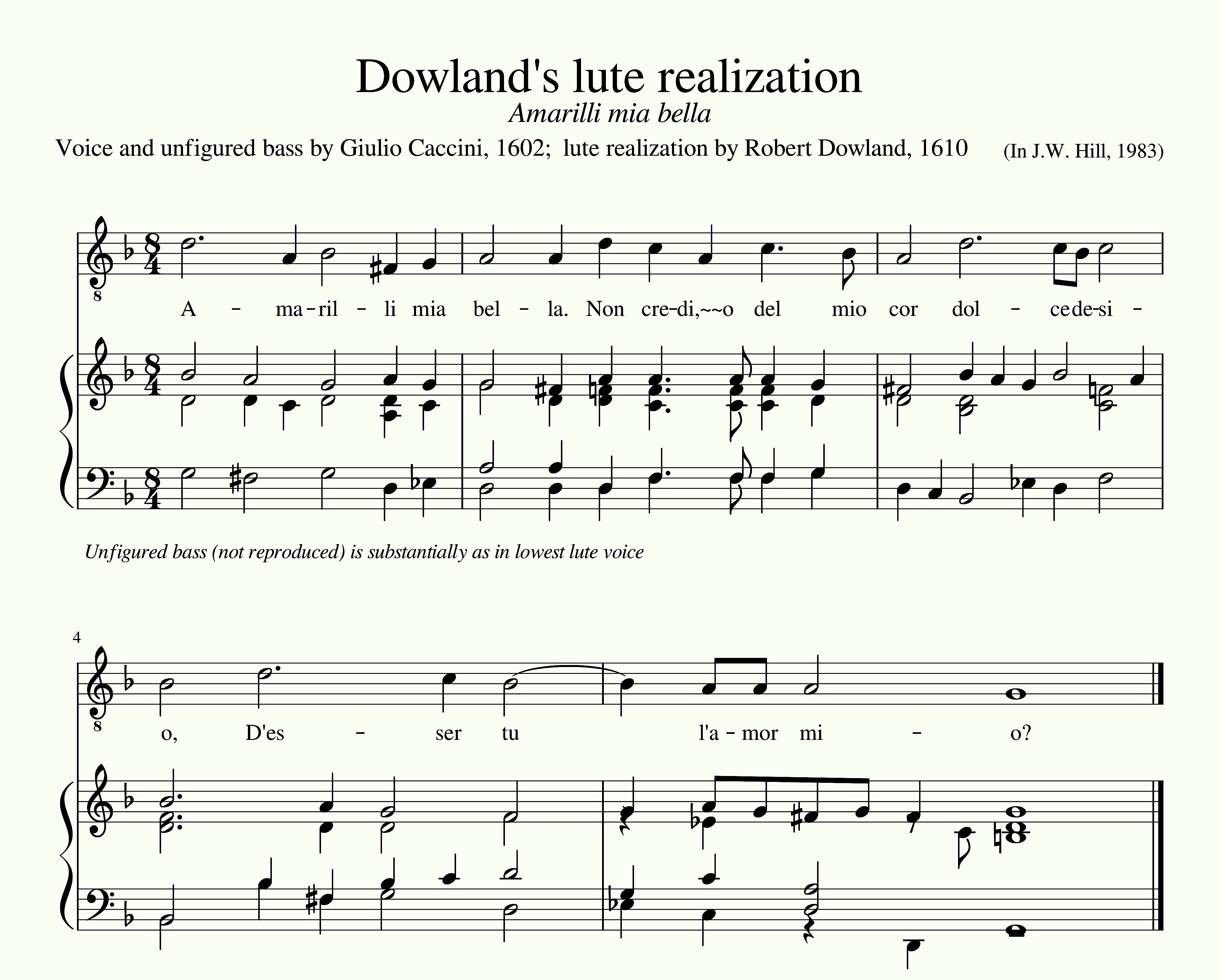
Caccini, basse continue non chiffrée, et réalisation par Dowland. Fichier:Dowland's realization of Caccini.ogg

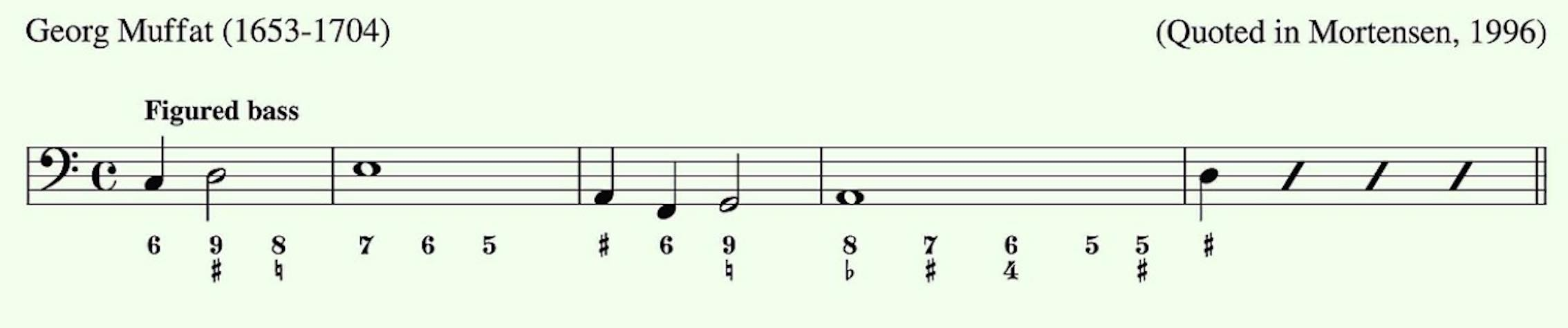
Court exemple de basse chiffrée.

## Historique

### Contexte historique
L'harmonie tonale est née dans le courant du XVIe siècle. Auparavant, la musique était essentiellement modale et basée sur la mélodie. Jusqu'alors, le contrepoint, technique d'écriture se rattachant à cette musique modale donnait la primauté aux lignes mélodiques et à leur superposition. Sans intégrer la notion d'accord, les règles du contrepoint définissaient les intervalles harmoniques admissibles entre les différentes parties deux à deux en tenant compte de leurs mouvements mélodiques. L'harmonie résultait de la construction du contrepoint.
L’harmonie tonale, elle, a pour vocation d'unir ces principes d’horizontalité (la mélodie) avec les principes de verticalité (les accords). Elle reprend une partie des règles du contrepoint, et y apporte des enrichissements propres à cette verticalité à trois sons et plus.
La partie grave — c'est-à-dire la voix principale, ou vox principalis — prend le nom de cantus firmus, ou de teneur (mot qui a donné « ténor »). La partie aiguë — c'est-à-dire la voix organale, ou vox organalis — prend le nom de discantus ou cantus, c'est-à-dire le « déchant » proprement dit, celui-ci pouvant être improvisé ou composé. 
La basse chiffrée s'est développée vers 1600 comme accompagnement de la composition de monodies, créées, notamment au théâtre, pour faire revivre le drame et la musique à la manière des Grecs anciens (Camerata fiorentina). La musique vocale polyphonique des époques précédentes n’était pas très adaptée à cet usage. Parce que la monodie était basée sur le style de langage et, surtout, sur la dramaturgie de l'énoncé textuel, elle était plus flexible que l'ancienne polyphonie.
L'harmonie de la basse chiffrée liait les voix individuelles instrumentales dans un contexte musical accompagnant la monodie.
Il s'est développé à partir de la basso pro organo du XVIe siècle, qui amplifiait la voix la plus basse d'une composition et ouvrait également les voix restantes de la composition sur la base de diverses constellations d'intervalles schématisées.
Cette pratique n'est devenue concevable qu'avec l'indépendance croissante de la musique instrumentale par rapport à la musique vocale, à partir de la transition de la Renaissance au début du baroque.
Ces innovations fondamentales et révolutionnaires ont rendu possible le genre de l’opéra, qui trouvera désormais son véritable langage dans la monodie et les formes musicales qui en émergeront plus tard.

### Origine du terme
Le terme « basse continue » provient de l'obligation où se trouvaient les organistes accompagnant des chœurs, à la fin du XVIe siècle, alors que les œuvres chorales n'étaient disponibles qu'en plusieurs livrets de parties séparées, de se constituer une partie de basse ininterrompue, reprenant par exemple la voix de ténor au moment où la basse se taisait, et à partir de laquelle ils pouvaient improviser un accompagnement.
Certaines basses continues de cette époque reproduisent même la voix de soprano, aux moments où toutes les autres voix se taisent.
Cette forme, dans laquelle seule la ligne de basse est définie avec précision par le compositeur ou l'arrangeur, lui a valu le nom de « basse continue ».

### Accompagnement
Au seizième siècle, lorsque l'harmonie avait déjà fait de grands progrès, on n'écrivait à peu près aucune musique instrumentale ; les instruments exécutaient de la musique vocale, en se partageant le rôle de chaque voix en raison de leur étendue. L'accompagnateur pouvait, guidé par l'habitude et par l'oreille, exécuter de la main droite un accompagnement qui représentait l'ensemble de l'harmonie, dont il jouait la basse de la main gauche. Il prolongeait ainsi la tradition de mettre la « teneur » au grave et l'accompagnement à l'aigü.
L'accompagnement se faisait de la main droite, et l'accompagnateur travaillait sa « griffe ». Cette pratique explique qu'un traité comme celui de Campion ne donne que trois réalisations pour chaque formule d'accompagnement (qui correspondent aux parties hautes à la tierce, la quinte ou l'octave) en se limitant aux réalisations serrées : des dispositions de l'accord larges, qui s'étendent sur plus d'une octave, ne seraient guère réalisables d'une seule main.
Avec la théorie introduite par Jean-Philippe Rameau et son principe de l'identité des octaves, les différentes dispositions de l'accord sont considérées comme harmoniquement équivalentes, et les renversements sont réductibles à une basse fondamentale. En parallèle, le chant principal tend à passer de la teneur basse à la partie aigüe, plus facilement identifiable.
La basse continue, bien qu'un élément structurel et identitaire essentiel de la période baroque, a continué à être utilisée dans de nombreuses œuvres, principalement (mais pas uniquement) des œuvres chorales sacrées, de la période classique (jusqu'à environ 1800). Un exemple en est le Concerto en ré mineur de C. P. E. Bach pour flûte, cordes et basse continue. Les exemples de son utilisation au XIXe siècle sont plus rares, mais ils existent : les messes d'Anton Bruckner, Ludwig van Beethoven et Franz Schubert, par exemple, comportent une partie de basse continue destinée à un organiste.

### Chiffrement
La notation de chiffres sur une partie de basse traduit l'opposition de nature entre le cantus firmus grave et le déchant d'accompagnement à l'aigü.
Les compositeurs de l'époque baroque écrivaient rarement l'accompagnement musical complet de la composition.
Les artistes devaient en réaliser une adaptation, simplement guidés par la basse, la mélodie, et d'éventuelles indications complémentaires. Au début du baroque, la basse n'était généralement pas chiffrée. Cependant, en considérant également la partie soliste, le réalisateur pouvait généralement deviner les harmonies.
En basse continue, les harmonies ne sont jamais explicitées, mais sont souvent indiquées par des chiffres et d'autres symboles, écrits au-dessus ou en dessous des notes de la voix de basse (basse chiffrée). Cependant, il n’est pas rare qu’un chiffrage ne soit pas mentionné, ou ne soit noté que partiellement. Les chiffres n'étaient ajoutés à ces basses que si les harmonies n'étaient pas celles qu'on aurait attendues : le claviste se donnait alors à lui-même une indication chiffrée de l'accord à réaliser.

### Exercice d'harmonie
L'art d'écrire et d'exécuter convenablement deux ou trois parties au-dessus d'une basse s'appelait autrefois accompagnement, ce sens est passé au mot harmonie. Quand la basse a été bien arrêtée, on la chiffre en ayant toujours l'œil sur la partie supérieure ; puis on traite les parties intermédiaires en remplissant les accords selon les règles suivies par les bons harmonistes.
L'usage de la basse chiffrée ne s'est conservé que pour l'étude, et l'on a nommé « partiments » les pièces spécialement composées à cet effet.
La basse peut être considérée sous deux points de vue principaux, selon qu'elle a été conçue la première, ou qu'elle a été tirée de la partie supérieure.
Lorsque le « sujet » (on appelle ainsi la mélodie qu'il s'agit d'accompagner) est à la partie supérieure, il faut, avant de lui donner un accompagnement complet, lui chercher d'abord une basse qui porte les accords voulus et dont la partie primitive continue à être aussi la partie essentielle.
Les basses préconçues, et sur lesquelles on traite des parties mélodiques, ne s'emploient que pour l'étude.

### Reconstitution des pièces
Étant donné que peu de réalisations ont été écrites, sauf par les élèves, peu ont survécu (un mouvement de sonate de Bach est considéré comme une rare exception pour ce compositeur majeur). La notation avait ce défaut intrinsèque « que sans avoir entendu un compositeur jouer ses propres basses continues, personne ne pouvait connaître les effets précis qu'il souhaitait » (car les styles et les conventions d'interprétation variaient beaucoup, non seulement de pays en pays, mais suivant les époques). En 1959, Benjamin Britten écrivait ainsi :
« [E]n Angleterre... la musique de Purcell est encore scandaleusement inconnue. Il est inconnu parce qu'une grande partie est introuvable sous forme imprimée, et qu'une grande partie de ce qui est disponible se trouve dans des réalisations franchement ennuyeuses et dépassées. Parce que toutes les chansons solos de Purcell... doivent être réalisées. Nous avons ces merveilleuses parties vocales et ces belles basses puissantes, mais rien entre les deux (même les chiffrages d'harmonie manquent souvent). Si la tradition de l'improvisation à partir d'une basse chiffrée n'était pas perdue, cela ne serait pas si grave, mais pour la plupart des gens maintenant, jusqu'à ce qu'une édition élaborée soit disponible, ces lignes froides et vides ne signifient rien, et l'incroyable beauté et la vitalité et la variété infinie de ces centaines de chansons restent méconnues. »
Cependant, les éditions de musique moderne contiennent souvent une éventuelle réalisation des accords en notation musicale (continuo exposé) préparée par l'éditeur.

## Continuo
Le nombre et le type d'instruments qui composent le continuo ne sont normalement pas prédéterminés par le compositeur. La composition du continuo, ensemble qui accompagne le chant, est souvent laissée à la discrétion des interprètes (ou, dans le cas d'une grande représentation, du chef d'orchestre), et la pratique variait énormément au cours de la période baroque. Les instruments continus peuvent varier en fonction du contexte, du genre, du style et de l'époque de la pièce.
Le continuo est constitué d'un ou plusieurs instruments monodiques graves — violoncelle, viole de gambe, basson, serpent... — qui jouent la ligne de basse écrite, et un ou plusieurs instruments harmoniques capable de jouer des accords — clavecin, orgue, théorbe, luth, guitare baroque... — qui « réalisent », c'est-à-dire qui complètent l'harmonie.
Les instruments monodiques graves (cordes et bassons) jouent la partie de basse telle qu'elle est écrite, mais les instruments jouant des accords utilisent souvent des basses chiffrées.
En règle générale, dans les représentations modernes, le clavecin et les basses d'archet (violoncelle, viole de gambe) sont plus fréquemment utilisés pour la musique instrumentale et profane, comme l'opéra et la cantate, et l'orgue pour la musique sacrée.
Les musiciens interprètes de la Renaissance devaient non seulement interpréter et décorer leur voix de manière improvisée, mais aussi être capables d'improviser n'importe quelle autre voix en faux contrepoint (contrapunto alla mente). Les voix ainsi improvisées devaient utiliser principalement des intervalles de consonances à la basse. L'interprétation de ces parties a fait l'objet d'un enseignement approfondi et a été décrite par exemple par Adriano Banchieri dans son Essempio di Componere Varie Voci Sopra un Basso di Canto Fermo (1614). A cette époque, il n'était pas encore nécessaire pour le compositeur de quantifier les basses, puisque les intervalles à ajouter se présentaient naturellement dans un cadre modal étroit et selon les lois du contrepoint et de la conduite de voix.

## Réalisation

### Harmonisation et improvisation
Le joueur de clavier (ou d'un autre instrument jouant des accords) « réalise » (c'est-à-dire ajoute de manière improvisée, mais en suivant des usages relativement stricts) une partie de basse continue en jouant, au-dessus de la ligne de basse notée, des notes permettant de compléter les accords, qui peuvent être déterminées à l'avance, ou improvisée pour une interprétation. Les musiciens expérimentés intègrent parfois des motifs trouvés dans les autres parties instrumentales dans leur accompagnement d'accords improvisé. Le but de la réalisation est de mettre en valeur la voix de dessus.
La réalisation d’une basse chiffrée présente un défi supplémentaire. Il ne suffit pas que les harmonies correctes (considérées comme des notes empilées verticalement) soient jouées ; les notes doivent se succéder horizontalement selon certaines règles de conduite des voix, qui à l'époque baroque étaient assez strictes.
Le réalisateur, tout en suivant généralement le schéma harmonique indiqué, a le choix sur l'effet rythmique, l'ouverture des accords, l'ornementation, l'arpégiation, l'imitation et le contrepoint.
La notation en basse chiffrée est un guide, mais les interprètes doivent également utiliser leur jugement musical et les voix des autres instruments ou voix (notamment la mélodie principale et les altérations qui pourraient y être présentes) comme guide. L'harmonie peut également être jouée en fonction de la « règle des octaves ». Une absence de chiffrage ne signifie donc pas nécessairement un accord naturel, comme pour le chiffrage moderne. L'expression tasto solo indique que seule la ligne de basse (sans aucun accord supérieur) doit être jouée pendant une courte période, généralement jusqu'à ce que le chiffrage suivant soit rencontré. Cela demande à l'instrumentiste qui joue des accords de ne jouer aucun accord improvisé pendant un certain temps.
Les partitions de l'époque baroque étaient truffées d'erreurs de copiste ou d'imprimeur, et parfois d'erreurs de jugement de la part du compositeur lui-même. En conséquence, le réalisateur devait être prêt à les repérer et à les corriger. Ainsi, non seulement les harmonies figurées, mais même la ligne de basse explicite peuvent occasionnellement être modifiées. Comme le soulignait C.P.E. Bach :
« Lorsque le continuo n'est pas doublé par d'autres instruments, et que la nature de la pièce le permet, l'accompagnateur peut apporter des modifications impromptues à la ligne de basse en vue d'assurer des progressions correctes et douces des parties intérieures, tout comme il modifierait une figure défectueuse. Et combien de fois cela doit-il être fait ! »

### Règle de l'octave

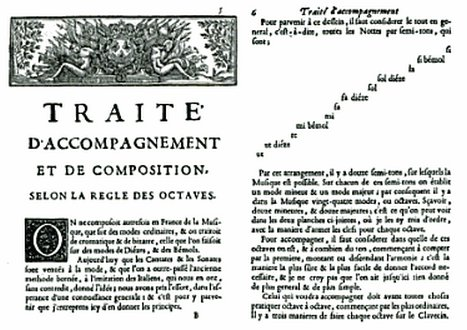
« Traité d’accompagnement » de François Campion.

La règle de l’octave apparaît pour la première fois en 1716, dans le « Traité d’accompagnement » de François Campion, théorbiste et membre de l'orchestre de l'Opéra. À sa suite cette règle  est reproduite dans la plupart des traités classiques.
C'est une formule harmonique, qui donne pour la réalisation un accord convenable à chaque degré de la gamme. Une formule est donnée pour la gamme ascendante et descendante, et en mode majeur ou mineur.
La formule proposée pour la gamme de Do majeur par Michel Corrette dans Le maître de clavecin est par exemple :
(Noter que les chiffrages d'accord utilisés en 1753 diffèrent quelque peu des chiffrages modernes).
La règle donne ainsi une méthode simple et conventionnelle d’harmonisation pour des parties de basse continue peu ou pas chiffrés, laissant la possibilité d'indiquer explicitement un autre chiffrage. Cette méthode permet ainsi à un quatuor ou à un claviériste d'improviser à vue sur une notation de basse continue, la seule difficulté réelle étant alors d'identifier les modulations pour appliquer la règle de l'octave dans la bonne tonalité.
L'interprète doit s'exercer à pratiquer ces quatre formules dans les douze tonalités majeures et mineures, et pour chacune des trois positions (tierce, quinte ou octave au soprano).
Comme le souligne Rameau,
« Les premiers éléments de la règle de l’Octave consistent à donner aux doigts des habitudes conformes aux accords qu’elle prescrit sur les degrés consécutifs d’un Mode. Cette règle renferme quelque chose de bon; mais elle est tellement bornée, qu’il faut dans la suite y faire un nombre infini d’exceptions, que les Maîtres se réservent d’enseigner, à mesure que les cas s’en présentent.
Le détail de ces exceptions est prodigieux; la connaissance & la pratique en sont remplies de difficultés presque insurmontables, par la multiplicité des accords, par la variation infinie de leurs accompagnements, par la surprise où jettent sans cesse les différentes formes de succession dont chaque accord en particulier est susceptible, & qui sont souvent contraires aux habitudes déjà formées, par la confusion des règles fondamentales avec celles de gout, par le vide que l’harmonie y souffre le plus souvent, par le peu de ressource que l’oreille y trouve pour se former aux véritables progrès des sons, par l’assujettissement trop servile aux chiffres souvent fautifs, enfin par les fausses applications auxquelles des règles de détail & des exceptions innombrables ne peuvent manquer d’être sujettes. »

### Éditions modernes
Les éditions de pièces en basse continue du XIXe siècle jusqu'au milieu du XXe siècle fournissent généralement une partie de clavier entièrement réalisée, notée intégralement sur le système à deux portées usuel pour les instruments à clavier, au lieu de laisser une improvisation libre. Ces éditions ont l'inconvénient d'être relativement chargées, et donc de faire prendre le risque que la voix de dessus soit moins mise en valeur. De plus, certaines notes de cette réalisation pré-écrite dépassent quelquefois la tessiture de l'instrument soliste, ce qui n'est pas recommandé. Cependant, à partir de la seconde moitié du XXe siècle, avec l'essor des reconstitutions historiques, on rencontre de plus en plus d'interprètes capables de réaliser leurs parties, comme l'auraient fait les musiciens baroques, reconstituant la pratique à partir des traités des XVIIe et XVIIIe siècles.

### Principaux traités rédigés en français
- Nicolas Fleury, Méthode pour apprendre facilement à toucher le théorbe sur la basse continue, Paris, 1660/R.
- Guillaume-Gabriel Nivers, L'Art d'Accompagner sur la Basse Continue, Paris, 1689.
- Jean-Henry d'Anglebert, « Principes de l'accompagnement », Pièces de clavecin, I, Paris, 1689.
- Étienne Denis Delair, Traité d'accompagnement pour le théorbe et le clavessin (sic), Paris, 1690/R.
- François Couperin, Règles pour l'accompagnement [c 1698] ; ed. Œuvres complètes, Paris, 1933.
- Jacques Boyvin, « Traité abrégé d'accompagnement pour l'orgue et pour le clavessin », Second livre d'orgue, Paris, 1700, 2/c1705.
- Sébastien de Brossard, Dictionnaire de musique, Paris, 1703/R, 3/c1708/R.
- Michel de Saint-Lambert, Nouveau traité de l'accompagnement du clavecin, de l'orgue, Paris, 1707.
- François Campion, Traité d'accompagnement, Paris, 1716/R.
- Louis-Nicolas Clérambault, Règles d'accompagnement, 1716, MS.
- Jean-François Dandrieu, Principes de l'accompagnement du clavecin, Paris, 1718.
- Jean-Philippe Rameau, Traité de l'harmonie réduite à ses principes naturels, Paris, 1722/R.
- François Campion, Addition au traité d'accompagnement, Paris, 1730/R.
- Laurent Gervais, Méthode pour l'accompagnement du clavecin…, Paris, 1733.
- Michel Corrette, Le Maître de clavecin pour l'accompagnement : méthode théorique et pratique, Paris, 1753/R.
- Cl. de La Porte, Traité théorique et pratique de l’accompagnement du clavecin…, Paris, 1753/ R Genève, 1972.
- Charles François Clément, Essai sur l'accompagnement du clavecin, Paris, 1758.
- Jean-Philippe Rameau, Code de musique pratique, Paris, 1760/R.
- P.J. Roussier, Traité des accords et de leur succession selon le système de la basse fondamentale, pour servir de principes d’harmonie à ceux qui étudient la composition ou l’accompagnement du clavecin, Paris, 1764.
- H. Garnier, Nouvelle méthode pour l'accompagnement du clavecin…, Paris, [1767].
- Anton Bemetzrieder, Leçons de clavecin et principes d'harmonie, Paris, 1771.

### Méthodes modernes
- Hermann Keller, Schule des Generalbass Spiels, éd. Bärenreiter, Kassel, 1931-1955.
- Erich Wolf, Exercices de la Basse continue, éd. Breitkopf, Wiesbaden, 1971.
- Jesper Bøje Christensen, Les Fondements de la Basse Continue au XVIIIe siècle, Bärenreiter, Bâle, 1995.
- Louise Bourmayan et Jacques Frisch, Méthode de basse continue à l’usage des amateurs, éd. Les Cahiers du Tourdion, Strasbourg, 1996.
- Michel Laizé, La Basse continue pour Petits et Grands, Strasbourg, Les Cahiers du Tourdion, 2001.
- Martial Morand, Méthode de basse chiffrée, trois volumes, 2006-2012[11].